# Belgique aux Jeux olympiques d'hiver de 1964
La Belgique participe aux Jeux olympiques d'hiver de 1964, organisés à Innsbruck en Autriche. Ce pays prend part aux Jeux olympiques d'hiver pour la huitième fois de son histoire. La délégation belge, formée de huit athlètes (sept hommes et une femme), ne remporte pas de médaille.

## Résultats

### Bobsleigh
| Bob | Athlètes                                                                              | Épreuve             | Manche 1      | Manche 1 | Manche 2      | Manche 2 | Manche 3          | Manche 3 | Manche 4      | Manche 4 | Total             | Total |
| Bob | Athlètes                                                                              | Épreuve             | Temps         | Rang     | Temps         | Rang     | Temps             | Rang     | Temps         | Rang     | Temps             | Rang  |
| --- | ------------------------------------------------------------------------------------- | ------------------- | ------------- | -------- | ------------- | -------- | ----------------- | -------- | ------------- | -------- | ----------------- | ----- |
| BEL | Jean-Marie Buisset Claude Englebert                                                   | Bob à deux hommes   | 1 min 09 s 53 | 20       | 1 min 10 s 01 | 20       | N'ont pas terminé | –        | –             | –        | N'ont pas terminé | –     |
| BEL | Jean de Crawhez Thierry De Borchgrave Charly Bouvy Camille Liénard Jean-Marie Buisset | Bob à quatre hommes | 1 min 07 s 46 | 18       | 1 min 05 s 56 | 17       | 1 min 06 s 51     | 16       | 1 min 06 s 31 | 15       | 4 min 25 s 84     | 17    |

### Patinage de vitesse
| Épreuve           | Athlète          | Course | Course |
| Épreuve           | Athlète          | Temps  | Rang   |
| ----------------- | ---------------- | ------ | ------ |
| 500 mètres hommes | François Brueren | 43 s 4 | 33     |

### Ski alpin
| Athlète                    | Épreuve             | Manche 1 | Manche 1 | Manche 2 | Manche 2 | Total         | Total |
| Athlète                    | Épreuve             | Temps    | Rang     | Temps    | Rang     | Temps         | Rang  |
| -------------------------- | ------------------- | -------- | -------- | -------- | -------- | ------------- | ----- |
| Patricia du Roy de Blicquy | Descente femmes     |          |          |          |          | 2 min 01 s 41 | 13    |
| Patricia du Roy de Blicquy | Slalom géant femmes |          |          |          |          | 1 min 58 s 76 | 17    |
| Patricia du Roy de Blicquy | Slalom femmes       | 47 s 15  | 13       | 49 s 86  | 8        | 1 min 37 s 01 | 8     |